# Rodrigo Sánchez de Arévalo
Rodrigo o Ruy Sánchez de Arévalo (Santa María la Real de Nieva, 1404/1405 - Roma, 6 de octubre de 1470) fue un historiador, diplomático, teólogo, pedagogo y escritor del Humanismo castellano.

## Biografía
Hijo de Alonso González de Sagrameña y de María Sánchez de Arévalo, comenzó su formación con los frailes del monasterio de la Soterraña de su villa natal, hasta que hacia 1418 se trasladó a Salamanca para continuar sus estudios. En la escuela del convento de san Francisco de Salamanca recibió clases de teología de Alonso de Palenzuela. Estudió Derecho en la Universidad de Salamanca y allí fue compañero de Alonso de Madrigal, el Tostado. Discípulo del obispo de Burgos y humanista Alfonso de Cartagena, lo acompañó al Concilio de Basilea (1431-1438), donde entró en contacto con las nuevas ideas del Humanismo; después volvió a Burgos con su protector. 
Al servicio de Juan II de Castilla, fue enviado en 1440 como embajador ante Eugenio IV para confirmarle la adhesión del rey al pontífice con motivo del cisma, y ante Federico III del Sacro Imperio Romano Germánico con el fin de alejarlo de los cismáticos. En 1447 era juez de la Real Audiencia y Chancillería de Valladolid. Entre 1448 y 1450 permaneció en Roma como procurador de Juan II, y entre 1450 y 1455 volvió a residir en Burgos, y en 1454 fue enviado como embajador a Francia. Fallecido el rey, su hijo Enrique IV de Castilla le concedió los mismos cargos que había gozado con su padre: consejero, secretario y capellán, y también le envió como embajador ante Calixto III y más tarde ante Pío II.
En 1457 fue nombrado obispo de Oviedo, en 1465 de Zamora, en 1467 de Calahorra y en 1469 de Palencia; con la sola excepción de Oviedo, no llegó nunca a tomar posesión de esas diócesis y desarrolló su carrera en la curia romana, donde trabajó como diplomático. El papa Paulo II lo nombró en 1458 Referendarius utriusque signaturae y luego alcaide del castillo de Sant'Angelo en 1464. 
Allí trató a algunos importantes humanistas detenidos por conjurar contra el papa, como Plátina, Pomponio Leto y Maffei, entre otros, con los cuales sostuvo una correspondencia epistolar extensa donde se echa de ver la simpatía de Sánchez de Arévalo por los humanistas. Sin embargo representaba un tipo de humanismo cristiano menos paganizante, como puede verse en sus obras, en las que ponía la literatura sagrada por encima de la literatura grecolatina.

## Obra
Desde 1440 escribió copiosa obra latina, particularmente sobre derecho canónico y política. El De arte, disciplina et modo aliendi et erudiendi filios, pueros et juvenes o "Tratado sobre técnica, método y manera de criar a los hijos, niños y jóvenes" (1453) es el primer manual de pedagogía que se realiza en España en los albores del Renacimiento; de él se sirvió abundantemente Antonio de Nebrija cuando compuso su tratado sobre la educación; sin embargo, al contrario que sus modelos humanísticos latinos, no reserva ningún papel a la formación literaria y no le confiere valor pedagógico, lo que debe imputarse a un voluntario distanciamiento de la época anterior, el reinado de Juan II, caracterizado por su amor a las letras. En De remediis aflictae Ecclesiae se propone fortalecer la autoridad del Papa frente al movimiento conciliarista y señalar remedios a los males que sufre la iglesia... y entre ellos aparece en un lugar destacado la lectura de libros paganos. La literatura sagrada ha de primar, pues, sobre la pagana.
Su primera obra castellana, Suma de la política (h. 1455), en dos libros de dieciocho y dieciséis consideraciones, sigue la Política de Aristóteles y otras obras del Estagirita y está dedicada a Pedro de Acuña, II señor de Buendía y Azañón. Enumera las condiciones óptimas de la ciudad y sus regidores. Además de la influencia de Aristóteles en el pensamiento de Arévalo, se nota el impacto del humanismo renacentista. Vergel de príncipes (1456-1457), dedicado como la anterior a Enrique IV, describe en tres tratados la excelencia de las actividades adecuadas a los gobernantes: las armas, la caza y la música... No se da ningún lugar a la formación literaria e intelectual, aunque siente su tentación y simpatizó con los humanistas perseguidos por el papa. Se imprimieron traducciones al romance de sus libros latinos: del Speculum humanae vitae (Roma, 1468) hay un Espejo de la vida humana (Zaragoza, 1491), visión crítica de la sociedad de su tiempo. Su primer libro comenta los estados y las artes y un segundo libro describe los estamentos religiosos. Las fuentes clásicas del primero (entre ellas, el humanista Francesco Petrarca) contrastan con las bíblicas y eclesiásticas del segundo. La primera edición crítica del texto latino así como la primera traducción moderna, llevadas a cabo ambas por José Manuel Ruiz Vila, están publicadas por Escolar y Mayo, Madrid 2013. Su latina Compendiosa historia hispanica (Roma, 1470) es una historia de España que empieza con una minuciosa descripción geográfica del país, rasgo típicamente humanista, con los rasgos medievales del tradicional elogio de España y el goticismo medieval de la relación de los hechos acontecidos desde que tuvo lugar la invasión visigótica hasta los primeros años de Enrique IV de Castilla en el trono.
| Predecesor: Iñigo Manrique de Lara    | Obispo de Oviedo 1457 – 1467    | Sucesor: Juan Díaz de Coca                           |
| Predecesor: Juan de Mella             | Obispo de Zamora 1465 – 1467    | Sucesor: Juan de Carvajal (Administrador Apostólico) |
| Predecesor: Pedro González de Mendoza | Obispo de Calahorra 1467 – 1469 | Sucesor: Juan Díaz de Coca                           |
| Predecesor: Gutierre de la Cueva      | Obispo de Palencia 1469 – 1470  | Sucesor: Diego Hurtado de Mendoza                    |